# 理由 (槇原敬之の曲)
「理由」（りゆう）は、槇原敬之の47枚目のシングル。2016年8月24日にBuppuレーベルから発売された。

## 収録曲
作詞・作曲・編曲：槇原敬之
1. 理由
テレビ朝日系木曜ドラマ『はじめまして、愛しています。』主題歌
2. 一歩一会
テレビ朝日系列『じゅん散歩』番組テーマ曲。2015年11月23日 - 2020年2月13日放送回に使用[1]。
3. 理由（Backing Track）
4. 一歩一会（Backing Track）